# Haydée
Pour les articles homonymes, voir Haydée (opéra) et Marcia Haydée.
Haydée est un prénom féminin. 

## Diffusion du prénom

### En France
Pour des raisons techniques, il est temporairement impossible d'afficher le graphique qui aurait dû être présenté ici.

Diffusion du prénom Haydée en France de 1900 à 2015, source Fichier des prénoms, produit par l'Insee, diffusée Data.gouv.fr.
- Pour l'ensemble des articles sur les personnes portant ce prénom, consulter :
  - la liste des articles dont le titre commence par ce prénom
  - les listes produites par Wikidata : Liste des personnes de prénom « Haydée » — même liste en incluant les éventuels prénoms composés qui contiennent « Haydée ».

## Divers
- Haydée est un personnage féminin du roman Le Comte de Monte-Cristo d'Alexandre Dumas.